# Partner (film 2007)
Partner è un film del 2007, diretto da David Dhawan, e interpretato da Salman Khan, Lara Dutta e Katrina Kaif. È ispirato al film diretto da Andy Tennant Hitch - Lui sì che capisce le donne.

## Trama
Prem è un Love Guru , un individuo che cerca di risolvere i problemi di coppia. Un giorno incontra Bhaskar Divakar Choudhary, impersonato da Govinda, che gli chiede aiuto per conquistare l'amore della sua vita. Bhaskar è innamorato del suo capo, Priya Jaisingh, impersonata da Katrina Kaif, figlia di un ricco uomo d'affari, ma è incapace di esprimere il suo amore. Prem inizialmente rifiuta di aiutare Bhaskar decidendo di andare a Phuket, in Thailandia. Ma Bhaskar lo segue, e lo convince ad aiutarlo.
Dopo essere ritornati dalla Thailandia, Prem incontra Naina, impersonata da Lara Dutta, fotografa di un giornale, in fuga, inseguita dai picciotti di Don Chhota. Mentre Naina stava per cadere, Prem la salva, e se ne innamora. Nel frattempo Naina inizia a consigliare a Bhaskar su come impressionare Priya, dato che i suoi modi di fare non potranno mai conquistarla. Ma quando Priya si innamora finalmente di Bhaskar, non gli rivela i suoi sentimenti.
Prem viene a sapere da Bhaskar che Priya è promessa ad un altro uomo, secondo la volontà di suo padre. Prem e Naina sono invitati al matrimonio di Priya e cercano di convincere il Padre di Prem dell'amore sincero di Bhaskar.
Nel frattempo, Neil , un personaggio ambiguo chiede aiuto a Prem per convincere una ragazza ad uscire. Prem si arrabbia poiché lui non è il tipo che aiuta le persone in malafede. Ma Neil riesce ugualmente a convincere la ragazza ad uscire, dicendo a tutti che è riuscito grazie ai consigli di Prem. La ragazza, non sapendo che era una bugia, lo racconta all'amica, Naina. Lei cerca di far uscire allo scoperto il Love Guru, scoprendo così che in realtà il Love Guru è Prem. Naina odia Prem per quello che crede che abbia fatto alla sua amica, così scrive un articolo nel quale afferma che il Love Guru è in grado di far fidanzare chiunque, con la ragazza che più desiderano, prendendo ad esempio la storia di Priya & Bhaskar.
Prem pensa che Bhaskar potrebbe suicidarsi, così decide di raccontare ciò che accadde realmente a Priya, così lei capì che i consigli che Prem dette a Bhaskar non furono seguiti, e che le cose che gli era stato consigliato di nascondere in realtà erano le cose che lei amava in lui. Prem racconta la verità a Naina, e quello che successe con Neil, ritornando finalmente insieme. Una volta sposate entrambe le coppie, e in luna di miele, Bhaskar chiede ancora consiglio a Prem, ma questa volta non potrà aiutarlo.

## Colonna sonora
1. Do U Wanna Partner
2. You're My Love
3. Dupatta Tera Nau Rang Da
4. Soni De Nakhre
5. Maria Maria

Questi brani musicali sono stati appositamente composti per il film.